# Volo Alaska Airlines 779
Il volo Alaska Airlines 779 era un volo cargo a contratto operato il 21 luglio 1961 da un Douglas DC-6A dell'Alaska Airlines che si schiantò vicino alla pista della base aeronautica di Shemya con la perdita di tutti e sei i membri dell'equipaggio a bordo.
La commissione investigativa stabilì che la probabile causa dell'incidente era la mancanza delle luci di avvicinamento e di quelle sulla pista, oltre ad una guida impropria da parte del controllore del traffico aereo.

## L'incidente
Il DC-6A è stato noleggiato dal Military Air Transport Service per trasportare merci dalla base aeronautica di Travis a Tachikawa, in Giappone, con scali di rifornimento ad Anchorage e Shemya. Il 20 luglio, il volo partì da Everett senza carico in rotta verso la base aeronautica di Travis. All'arrivo a Travis, il personale militare caricò 25.999 libbre (11.793 kg) di carico sull'aereo sotto la supervisione dell'ingegnere di volo. Il volo partì quindi da Travis in rotta verso l'Alaska, allo scopo di fare rifornimento e prelevare il navigatore da Anchorage. Il volo impiegò 8 ore e 59 minuti per arrivare ad Anchorage da Travis. Il DC-6 rimase all'aeroporto di Anchorage per un'ora e 8 minuti. Il tempo dal decollo fino allo schianto fu di 6 ore e 30 minuti. Ad Anchorage, all'equipaggio vennero fornite informazioni meteorologiche per la rotta verso Shemya, ma non sono stati informati delle carenze nell'avvicinamento e nell'illuminazione della pista.
Il volo 779 decollò da Anchorage alle 19:40 in rotta verso Shemya seguendo un piano di volo strumentale. Alle 00:45 il volo entrò in contatto via radio con il controllo del traffico aereo di Shemya riportando la loro posizione come 55° 46' Nord e 179° 08' Est ad un'altitudine di 10.000 piedi. L'aereo era a 100 miglia da Shemya dopo 43 minuti. Alle 01:45 il volo effettuò il contatto radar con l'aeroporto, ad un'altitudine di 5.500 piedi e 18 miglia a nord-nordest della destinazione. Il controllore del traffico aereo riportò che il volo era entrato nel percorso di discesa e che era rimasto sull'avvicinamento corretto per la pista 10, ma a due miglia dall'atterraggio il volo era 10-15 piedi sotto il percorso di discesa ideale, quindi incaricò i piloti di "facilitare l'atterraggio dell'aereo", ma non riuscirono a correggere la posizione. A un miglio dall'atterraggio l'aereo era 30-40 piedi sotto il percorso di planata, al che il controllore ordinò per la seconda volta di "portare l'aereo in alto". Nonostante gli avvertimenti, il DC-6 mantenne comunque il percorso attuale senza correzioni all'altitudine. L'aereo era ancora al di sopra dell'altitudine minima di sicurezza, e quando il volo iniziò a scendere rapidamente il controllore pensò che i piloti fossero passati ad un avvicinamento visivo. Alle 02:11 il volo 779 si schiantò a 200 piedi dalla pista a Shemya, uccidendo tutti e sei i membri dell'equipaggio a bordo.
Era presente del vento ad una velocità di 20 nodi a circa 500 piedi di altitudine. Alle 02:12, quando è stato avvisato l'osservatore dell'US Weather Bureau, sono state registrate le seguenti condizioni meteorologiche:

## L'aereo
L'aereo coinvolto era un Douglas DC-6A equipaggiato con quattro motori Pratt & Whitney R2800 CB17 con codice di registrazione N6118C. È stato prodotto in configurazione cargo per l'Alaska Airlines il 20 ottobre 1957 con il numero di serie 45243. Al momento dell'incidente, aveva accumulato 10.600 ore di servizio ed era stato sottoposto a un'ispezione approfondita 146 ore prima dell'incidente.

## L'indagine
L'indagine determinò che l'aereo era perfettamente funzionante al momento dell'incidente, in linea con le normative federali e le procedure aziendali. Tutti e quattro i motori erano accesi al momento dello schianto. I registri di gestione del carburante e gli indicatori del serbatoio principale mostrarono che prima dell'incidente i motori venivano riforniti adeguatamente di carburante. È stato dimostrato che le superfici di controllo e le strutture dell'aereo erano funzionanti prima dell'incidente senza alcuna prova di malfunzionamento meccanico.

## La causa
Gli investigatori scoprirono che le luci di avvicinamento alla pista non erano accese la notte dell'incidente. Il pilota non poteva sapere che era accesa solo una luce stroboscopica perché il controllore del traffico aereo non l'aveva informato adeguatamente sullo stato delle luci della pista. L'atterraggio sarebbe illegale secondo le attuali normative dell'FAA, ma a quel tempo non lo era.